# Nyctimene masalai
Nyctimene masalai es una especie de murciélago de la familia Pteropodidae.

## Distribución geográfica
Es endémica de Papúa Nueva Guinea.